# Allantoma pauciramosa
Allantoma pauciramosa là một loài thực vật có hoa trong họ Lecythidaceae. Loài này được (W.A.Rodrigues) S.A.Mori, Ya Y.Huang & Prance mô tả khoa học đầu tiên năm 2008.